# Adel Abdessemed
Pour les articles homonymes, voir Abdessemed.
 (juillet 2023).
Adel Abdessemed, né le 2 mars 1971 à Constantine (Algérie), est un artiste franco-algérien qui pratique plusieurs techniques (dessin, vidéo, sculpture, installation…). Il vit et travaille à Paris.

## Biographie

### Famille
Adel Abdessemed est issu d'une famille chaouis originaire des Aurès et vivant à Constantine.

### Parcours artistique
Il commence sa formation artistique en 1986 à l'École régionale des beaux-arts de Batna. Puis, il intègre l'École supérieure des beaux-arts d'Alger en 1990, qu'il quitte en 1994, à la suite de l'assassinat du directeur Ahmed Asselah et de son fils, dans l'enceinte de l'établissement.
Il a ensuite étudié et travaillé à l'École nationale supérieure des beaux-arts de Lyon (1994-1998), à Paris (Cité internationale des arts, 1999-2000), New York (Bourse P.S.1, 2000-2001), Berlin (2002-2004), Paris (2005-2008), New York (2009), Londres puis de nouveau Paris.
Il est représenté par les galeries Galleria Continua à Paris et Dvir à Tel-Aviv.

### Distinctions
Le 14 juin 2019, il est nommé membre du conseil d'administration du centre Georges-Pompidou.

#### Décoration
- Officier de l'ordre des Arts et des Lettres

## Œuvre
Adel Abdessemed pratique plusieurs techniques, telles que le dessin, la vidéo, la sculpture et l’installation.
Apparu sur la scène artistique vers 2000, son œuvre répond aux mouvements convulsifs du monde contemporain, reflétant son énergie et sa violence au travers de représentations d'une grande puissance.

En 2008, son œuvre Don't trust me, qui représente des animaux abattus à coups de masse, a été mal reçue aux États-Unis, au point que le Art Institute de San Francisco a décidé d'annuler son exposition quelques jours après son inauguration. Le festival international d'art contemporain de Glasgow a également refusé d'installer cette œuvre. En Italie des associations ont porté plainte, mais cette dernière n'a pas pu aboutir car les animaux ont été abattus dans une ferme mexicaine où cette pratique est légale. Le conseiller pour l'environnement de Turin a déclaré au New York Times : 

« Montrer de telles choses est inopportun. Ces images pourraient inciter les personnes à les imiter. »

En 2009, un groupe Facebook rassemblant près de 200 personnes s'insurgeaient de cette « cruauté de l'artiste face aux animaux », Adel Abdessemed indique que son but était d'« obliger à réfléchir sur la violence » sans vouloir créer une polémique.
Dix ans plus tard, soumis à des protestations similaires lors de la projection, dans le cadre d'une exposition à Lyon, d'une vidéo semblant montrer des poulets en feu, il finit par retirer cette œuvre bien qu'elle ait été réalisée avec trucages.
Plus récemment, il fait une exposition appelée Mon enfant au mémorial de la Shoah à Paris depuis le 4 avril 2023.

## Sélection d'expositions

### Expositions monographiques
- 2018
  - Au-delà du principe de plaisir, Les rencontres de la photographie, Arles, France
  - Otchi Tchiornie, Mac's Grand-Hornu, Belgique
  - L'antidote, MAC Lyon, Lyon, France
  - Le chagrin des Belges, Dvir Gallery, Bruxelles, Belgique

- 2017
  - Conflit, Musée des Beaux-Arts, Montréal, Canada

- 2016
  - Politics of Drawing, Cahiers d’Art, Paris, France
  - Adel Abdessemed: Surfaces, église des Célestins, Festival d'Avignon, France
  - Bristow, commissionné par Bold Tendencies CIC, Londres, Royaume-Uni

- 2015
  - From Here to Eternity, Venus Over Los Angeles, Los Angeles, États-Unis
  - Jalousies: Complicités avec Jean Nouvel, Musée de Vence, Vence, France
  - Palace, CAC, Malaga, Espagne
  - Soldaten, Christine König Galleria, Vienne, Autriche
  - Opening of Archives, Video Bureau, Pékin, Chine

- 2014
  - Merci, Blondeau & Cie, Genève, Suisse
  - Oiseau, Spatiu Intact, Cluj-Napoca, Roumanie
  - Mon Enfant, Dvir Gallery, Tel Aviv, Israël
  - Solo, Galerie Yvon Lambert, Paris, France

- 2013
  - Le Vase abominable, David Zwirner, Londres, Royaume-Uni
  - L’âge d’or, Mathaf, musée d'art contemporain de Doha, Qatar. Commissaire : Pier Luigi Tazzi.

- 2012
  - Adel Abdessemed Je suis innocent[10],[11], Centre Georges-Pompidou, Paris
  - Who’s Afraid of the Big Bad Wolf?, David Zwirner, New York, États-Unis
  - Décor: Adel Abdessemed [12], Musée Unterlinden[13], Colmar. Commissaire : Frédérique Goerig-Hergott.

- 2011
  - NU, Dvir Gallery, Tel-Aviv, Israël

- 2010
  - Silent Warriors, Parasol Unit foundation for contemporary art, Londres. Commissaire : Ziba Ardalan.

- 2009
  - Le ali di dio, Fondazione Sandretto Re Rebaudengo, Turin. Commissaire : Francesco Bonami.
  - RIO, David Zwirner, New York, États-Unis

- 2008
  - Situation and Practice, MIT List Visual Arts Center, Cambridge. Commissaire : Jane Farver.
  - Trust Me, The Common Guild[14], Glasgow. Commissaire : Douglas Gordon.
  - Don't Trust Me, Walter and McBean Galleries, San Francisco Art Institute, San Francisco. Commissaire : Hou Hanru.
  - Drawing for Human Park, Le Magasin - Centre national d'art contemporain de Grenoble. Commissaire : Yves Aupetitallot.

- 2007
  - Dead or Alive, PS 1 Contemporary Art Center, Long Island City, New York. Commissaire : Neville Wakefield.

- 2006
  - Practice Zero Tolerance, La Criée, centre d'art contemporain, Rennes et Fonds régional d'art contemporain d'Île-de-France-Le Plateau, Paris. Commissaires : Caroline Bourgeois et Larys Frogier.

- 2004
  - Le Citron et le lait, Musée d'art moderne et contemporain de Genève, Genève. Commissaire: Christian Bernard.
  - Habibi, Fonds régional d'art contemporain Champagne-Ardenne, Reims. Commissaire: François Quintin.

- 2003
  - Nuit, Galleria Laura Pecci, Milan, Italie
  - Quarta Estacio Benifallet-Vassivière / Adel Abdessemed, Centre international d'art et du paysage de l'île de Vassivière, France

- 2002
  - Adel Abdessemed, Institute of Visual Arts, University of Wisconsin-Milwaukee, Milwaukee, WI, États-Unis

- 2001
  - Adel Abdessemed, Galleria Laura Pecci, Milan, Italie
  - Adel Abdessemed, Project Room, Kunsthalle Bern, Berne, Suisse

### Collaboration Spéciale
- 2015
  - Retour à Berratham, Ballet Preljocaj, chorégraphie et mise en scène d'Angelin Preljocaj, texte de Laurent Mauvignier, scénographie d'Adel Abdessemed, création pour la Cour d'honneur du Palais des papes, Festival d'Avignon.

### Expositions collectives
- 2024
  - Parade, une scène française, Moco, Montepellier, France

- 2018
  - Echigo Tsumari Triennale, Japon.
  - Dancing with myself, Palazzo Grassi, Venise, Italie
  - Talking about a revolution, 22 visconti, Paris, France
  - Sexy and cool, Kunsthalle, Tübingen, Allemagne
  - Faith Love Op, Graz, Autriche

- 2017
  - Urban Glass Brooklyn, New York, Etats-Unis.
  - 15ème Biennale d’Istanbul, Turquie.
  - Oku-Noto Triennale, Suzu, Japon.
  - Le Mois de la Photo, Montréal, Canada.
  - Pallaksh Pallaksh (I don’t know just where I’m going), Dvir Gallery, Tel Aviv, Israël.
  - The Restless Earth: Triennale de Milan, Nicola Trussardi Foundation, Milan, Italie.
  - 30th Anniversary, Alfonso Artiaco Gallery, Naples, Italie.

- 2016
  - The End of the World, Centro Pecci, Prato, Italie.
  - Miracle Marathon, Serpentine Galleries, Second Home, Londres.
  - Dancing with Myself. Selbstporträt und Selbsterfindung. Werke aus der Sammlung Pinault. Museum Folkwang, Essen, Allemagne.
  - The New Human, Moderna Museet, Stockholm, Suède.
  - Cher(e)s ami(e)s. Nouvelle présentation des collections contemporaines. Hommage aux donateurs, Musée national d’art moderne – Centre Pompidou, Paris, France.
  - Souviens-toi du temps présent, Centre d’art Le Lait, Albi, France.
  - Money, Good and Evil: A Visual History of the Economy, Staatliche Kunsthalle Baden-Baden in collaboration with the Casino, Baden-Baden, Allemagne.
  - Magie und Macht. Von fliegenden Teppichen und Drohnen, MARTa Herford, Allemagne.
  - De Warhol à Basquiat. Les chefs-d’œuvre de la collection Lambert, Musée de Vence –Fondation Émile Hugues, Vence, France.
  - Je Tu Il Elle, Dvir Gallery, Bruxelles, Belgique.
  - Do It in Arabic, Sharjah Art Foundation's Bait Al Shamsi, États arabes unis.

- 2015
  - Retour sur l’abîme – L’art à l’épreuve du génocide, Musées de Belfort, France.
  - Drawing: The Bottom Line, S.M.A.K. Museum of Contemporary Art, Gent, Belgique.
  - PICASSO.MANIA, Grand Palais, Paris, France.
  - Le Cambrioleur, Riga Art Space, Riga, Lettonie.
  - Patrice Chéreau / Un musée imaginaire, Collection Lambert, Avignon, France.
  - 56e Biennale de Venise. Commissaire : Okwui Enwezor.

- 2014
  - About Town, Ikon in partnership with Hippodrome Plus, Birmingham Hippodrome, Birmingham, Royaume-Uni.
  - The Desire for Freedom, Art in Europe since 1945, MOCAK Museum of Contemporary Art in Krakow, Cracovie, Pologne.
  - Narcisse, l'image dans l'onde, Fondation François Schneider, Wattwiller, France.
  - Milch / Lait / Latte, Musée d'art du Valais, Sion, Suisse.
  - Made by... Feito por Brasileiros, Cidade Matarazzo, São Paulo, Brésil.
  - Grandeur, Museum Beelden Aan Zee, La Haye, Pays-Bas.
  - Utopian Days-Freedom, Total Museum of Contemporary Art, Séoul, Corée du Sud.
  - La disparition des lucioles, Collection Lambert, Prison Sainte-Anne, Avignon, France.
  - Entre-Temps, l’artiste narrateur, Chengdu MOCA Museum of Contemporary Art, Chengdu, Chine.
  - Myth / History: Yuz Collection of Contemporary Art, Yuz Museum, Shanghai, Chine.
  - Ravaged, Art and Culture in Times of Con ict, Museum Leuven, Leuven, Belgique.
  - Lampedusa : Dessins d’Adel Abdessemed & Dessins anciens, Saint Honoré Art Consulting, Paris.
  - Futbol: The Beautiful Game, Los Angeles County Museum of Art[15], 2014. Commissaire : Franklin Sirmans

- 2013
  - Prima Materia, François Pinault Foundation[16], Venise. Commissaires : Caroline Bourgeois et Michael Govan

- 2012
  - La Triennale, Intense Proximité, Paris. Commissaire : Okwui Enwezor
  - Explosion! Painting as Action, Moderna Museet[17], Stockholm. Commissaire : Daniel Birnbaum

- 2011
  - Seeing is Believing, KW Institute for Contemporary Art[18], Berlin, 2011. Commissaire : Susanne Pfeffer

- 2010
  - Triennale Aichi, Nagoya. Commissaire : Pier Luigi Tazzi

- 2009
  - 10e Biennale de la Havane. Commissaires : Margarita González, Nelson Herrera Ysla, José Manuel Noceda, Ibis Hernández Abascal, Margarita Sánchez Prieto, José Fernández Portal, Dannys Montes de Oca Moreda
  - Mapping the Studio; Artists from the François Pinault Foundation, Palazzo Grassi et Punta della Dogana[19], Venise. Commissaire : Caroline Bourgeois
  - Transmission Interrupted, Modern Art Oxford. Commissaire: Michael Stanley

- 2008
  - Traces du sacré, Centre Pompidou, Paris. Commissaire : Jean de Loisy
  - 7e Biennale de Gwangju. Commissaire : Okwui Enwezor

- 2007
  - Airs de Paris, Centre Pompidou, Paris, 2007. Commissaires : Daniel Birnbaum et Christine Macel
  - 52e Biennale de Venise. Commissaire : Robert Storr

- 2006
  - 27e Biennale de São Paulo. Commissaire : Lisette Lagnado

- 2003
  - 49e Biennale de Venise. Commissaire : Francesco Bonami

- 2001
  - Triennale de Yokohama. Commissaire : Nakamura Nobuo

- 2000
  - Manifesta 3, Ljubljana. Commissaire : Francesco Bonami

## Collections
- Musée d'art moderne de la Ville de Paris
- Musée national d'art moderne Georges-Pompidou, Paris
- Fonds régional d'art contemporain, Champagne-Ardennes, Reims
- Collection Budi Tek, Shanghai
- Fondation François Pinault[12], Venise
- Musée d'art moderne et contemporain (Genève)

#### Livres d'entretiens
- Adel Abdessemed, entretien avec Pier Luigi Tazzi, Actes Sud, Arles, 2012.
- À l'attaque. Adel Abdessemed, entretien avec Elisabeth Lebovici, textes de Philippe-Alain Michaud et Larys Frogier, JRP Ringier, 2007.
- Larys Frogier, Adel Abdessemed, Zürich, Suisse, JRP Ringier, 2010, 160 p. (ISBN 978-3-03764-109-5).

#### Collaborations
- Frédérique Goerig-Hergott (dir.), Décor, Éditions Xavier Barral, Paris, 2012. Contributions de François Pinault, Jean-Jacques Aillagon, Frédérique Goerig-Hergott, Éric de Chassey et Giovanni Careri.
- Philippe-Alain Michaud (dir.), Adel Abdessemed Je suis innocent, Steidl/Centre Pompidou, 2012. Contributions de Philippe-Alain Michaud, Emmanuel Alloa, Hou Hanru, Pamela M. Lee, Tom McDonough, et Patricia Falguières.
- Adel Abdessemed et Hélène Cixous, Insurrection de la poussière, Galilée, Paris, 2013.
- Hélène Cixous, Ayaï. Le cri de la littérature. Accompagné d'Adel Abdessemed, Galilée, Paris, 2013.
- Pier Luigi Tazzi (dir.), L'Âge d'or, ouvrage conçu par M/M (Paris), Mathaf/Silvana, Doha/Milan, 2013. Contributions d'Abdellah Karroum, Pier Luigi Tazzi, Angela Mengoni, Abdellah Taïa, et un entretien avec Hans Ulrich Obrist.
- Adel Abdessemed et Adonis, Le Livre des AA, Yvon Lambert, Paris, 2014.
- Adel Abdessemed et Adonis, La Peau du chaos. Correspondance, Actes Sud, Paris, 2015.
- Hélène Cixous, Corollaires d’un vœu, Abstracts et Brèves Chroniques du temps, Galilée, Paris, 2015.
- Adel Abdessemed et Véronique Yersin, Charbon, édition Macula, Paris, 2017.
- Hélène Cixous, Correspondance avec le mur, Galilée, Paris, 2017.
- Hélène Cixous, Les Sans Arche d’Adel Abdessemed, Gallimard, coll. « Art et Artistes », Paris, 2018.
- Adel Abdessemed et Christophe Ono-Dit-Biot, Nuit espagnole, Stock, coll. « Ma nuit au musée », 2019.

#### Catalogues
(mars 2025).
- Adel Abdessemed: Conflit, Montréal, musée des Beaux-Arts, 2017. Textes de Nathalie Bondil, Vincent Lavoie.
- Adel Abdessemed: Bristow, édité par Hannah Barry, Donatien Grau, Hans Ulrich Obrist, Londres, 2016.
- Adel Abdessemed : Works 1988-2015, avant-propos de Pier Luigi Tazzi. Introduction par Schwed. Texte de Hans Belting, Giovanni Careri, Julia Kristeva, Tom McDonough, Hans Ulrich Obrist, Jacques Rancière, et al., Koenig Books, 2016.
- Adel Abdessemed Par, Paris, Manuella éditions, 2015. Textes de Hans Belting, Emanuele Coccia, Élisabeth de Fontenay, Julia Kristeva, Tom McDonough, Philippe-Alain Michaud, Hans Ulrich Obrist, Jacques Rancière, Shva Salhoov.
- Adel Abdessemed. Jalousies – complicités avec Jean Nouvel, Paris, Éditions de l’Amateur / Collection Lambert, 2015. Correspondance entre Jean Nouvel et Adel Abdessemed.
- Adel Abdessemed. From Here to Eternity, Venus Over Los Angeles, New York, 2015. Contributions de Francesco Bonami.
- Adel Abdessemed. Dessins, Paris, Éditions Dilecta, 2015. Précédé d’une correspondance avec Jean-Jacques Aillagon.
- Adel Abdessemed. Palace, Malaga, CAC, 2015. Textes de Fernando Francés et Alberto Ruiz Samaniego.
- Adel Abdessemed. Solo, Paris, Yvon Lambert, 2014. Lettre d’Hélène Cixous à Adel Abdessemed.
- Adel Abdessemed. Mon Enfant, Tel-Aviv, Dvir Gallery, 2014. Texte de Shva Saloon.
- Adel Abdessemed. L’âge d’or, Doha, Mathaf: Arab Museum of Modern Art / Silvana Editoriale, 2013. Textes de Abdellah Taïa, Pier Luigi Tazzi, Angela Mengoni, entretien avec Hans Ulrich Obrist.
- Adel Abdessemed Je suis innocent, Paris, Centre Pompidou/Steidl, 2012. Préface d’Alfred Pacquement. Textes d’Emmanuel Alloa, Patricia Falguières, Pamela M. Lee, Tom McDonough et Philippe-Alain Michaud.
- Alanna Heiss (dir.), Adel Abdessemed, Dead or Alive, PS1 MoMA, New York, 2008. Contributions d'Alanna Heiss, et Neville Wakefield.
- Francesco Bonami (dir.), Adel Abdessemed, Les ailes de dieu / Le ali di dio, Fondazione Sandretto Re Rebaudengo, Turin, 2009. Contributions de Francesco Bonami, Edi Muka, et Massimiliano Gioni.
- Jane Farver (dir.), Adel Abdessemed, Situation and Practice, MIT Press, 2009. Contributions de Jane Farver, Tom McDonough, et Noam Chomsky.
- Ziba Ardalan (dir.), Silent Warriors, Parasol Unit/König, Londres/Cologne, 2010. Contributions de Ziba Ardalan, Gilanne Tawadros et Guy Tortosa.